# Rodolfo Choperena
Rodolfo Choperena Irizarri (* 11. Februar 1905 in Mexiko-Stadt; † 19. Juli 1969 ebenda) war ein mexikanischer Basketballspieler.

## Laufbahn
Rodolfo Choperena gewann mit der Mexikanischen Nationalmannschaft bei den Olympischen Spielen 1936 die Bronzemedaille. Choperena absolvierte dabei zwei Spiele. Zudem gewann er mit der Nationalmannschaft bei den Zentralamerikaspielen 1926 und 1935 die Goldmedaille.